# ورقة 2000 ين
ورقة 2000 ين (باليابانية: 二千円紙幣) هي فئة من العملات الين الياباني صدرت لأول مرة في 19 يوليو 2000 لإحياء ذكرى القمة السادسة والعشرين لمجموعة الثماني والألفية. هي أيضًا العملة اليابانية الوحيدة التي تستخدم رقم 2، تتميز الورقة النقدية بأنها ليست ورقة نقدية تذكارية بموجب القانون الياباني.

## التاريخ
أصدرت الورقة النقدية بقيمة 2000 ين لأول مرة في 19 يوليو 2000 ضمن "السلسلة D".لم يعد إصدارها عندما أعيد إصدار الأوراق الأخرى.
يشبه التصميم تصميم الأوراق النقدية اليابانية الأخرى المتداولة وقت الإصدار. يحتوي الوجه على رقم تسلسلي ويصور شوريمون وهي بوابة من القرن السادس عشر في قلعة شوري في ناها، في محافظة أوكيناوا، اليابان. يصور الجانب الخلفي مشهدًا من قصة غنجي، وصورة لموراساكي شيكيبو السيدة النبيلة التي نُسب إليها هذا العمل الأدبي الكلاسيكي.

## الندرة
ترتبط ندرة الأوراق النقدية المتداولة بقيمة 2000 ين بقلة عدد آلات البيع أو أجهزة الصراف الآلي التي تقبل هذه الفئة. كان الرأي العام عليها بشكل عام سلبيًا لأن الفئة غير ملائمة للاستخدام، وهي مصدر إزعاج للصرافين وأصحاب الأعمال الذين يستخدمون آلة تسجيل النقد. توقف بنك اليابان عن إصدار الأوراق النقدية بقيمة 2000 ين في عام 2004 عندما كان هناك 513 مليون منها متداولة. انخفض هذا الرقم إلى 111 مليونًا بحلول عام 2010 وقد شكلت حوالي 0.9% فقط من جميع الأوراق النقدية المتداولة.
أفيد في عام 2019 أن بنك اليابان لا يطبع أوراقًا نقدية جديدة من فئة 2000 ين ويحتفظ البنك بكميات كبيرة منها حاليًا. للورقة بعاض لشعبية في أوكيناوا بسبب تمثيل Shureimon على وجه الورقة؛ تسمح بعض أجهزة الصراف الآلي للمستخدمين بسحب ورقة 2000 ين. لاحظ هواة جمع العملات النقدية ندرتها في التداول وتباع الورقة بسعر أعلى من قيمتها الاسمية على الإنترنت.